# Ocotlán, Tecoanapa
Ocotlán är en ort i Mexiko.   Den ligger i kommunen Tecoanapa och delstaten Guerrero, i den södra delen av landet, 280 km söder om huvudstaden Mexico City. Ocotlán ligger 471 meter över havet och antalet invånare är 1 253.
Terrängen runt Ocotlán är kuperad åt nordost, men åt sydväst är den platt. Runt Ocotlán är det ganska glesbefolkat, med 34 invånare per kvadratkilometer. Närmaste större samhälle är San Marcos, 15,9 km söder om Ocotlán. Omgivningarna runt Ocotlán är en mosaik av jordbruksmark och naturlig växtlighet.